# 짐 헨쇼
짐 헨쇼(Jim Henshaw, 1949년 9월 28일 ~ )는 캐나다의 배우, 각본가, 블로거이다.

## 작품 목록
- 다시 찾은 사랑 (1994년)
- 애더리 (1986년)
- 아기 곰 구출단 (1985년)
- 호보 (1979년)
- 마지막 지령 (1973년)

### 텔레비전 각본
- 니키타 (1998)
- 13일의 금요일 - TV 시리즈 (1988-90)